# Pindos (muntanyes)
El Pindos (grec: Πίνδος) són unes muntanyes del nord de Grècia que corren de nord a sud entre la mar Jònica i la mar Egea, formant el centre del país. Es consideren una derivació de les muntanyes balcàniques. El seu cim més alt és l'Smólikas, amb 2.637 metres.
Aquestes muntanyes feien antigament la frontera entre Tessàlia i Epir i marcaven el límit d'Atamània. El cim més al nord s'anomenava Lacmos, i era el lloc de naixement de cinc dels principals rius de Grècia: Haliacmó, Peneu, Aqueloos, Aractos i Viosa. Més al sud hi havia el Cercècion, i més al sud el Timfrest, i l'Otris i l'Eta es consideraven prolongacions del Pindos. Més al sud, ja es dividia en dues branques que ja no eren considerades part del Pindos.
Possessió romana i romana d'Orient, a l'edat mitjana va caure en mans d'eslaus i búlgars i després, el 1205, del despotat de l'Epir, per esdevenir finalment possessió otomana. Va passar a Grècia el 1913 al final de la Guerra dels Balcans.